# Macroglossum fasciatum
Macroglossum fasciatum är en fjärilsart som beskrevs av Hans Daniel Johan Wallengren 1858. Macroglossum fasciatum ingår i släktet Macroglossum och familjen svärmare. Inga underarter finns listade i Catalogue of Life.